# Canottaggio ai XVII Giochi del Mediterraneo - Singolo femminile
Le gare di canottaggio nella categoria singolo femminile si sono tenute tra il 21 e il 23 giugno 2013 alla Diga di Seyhan, a nord di Adana.

## Calendario
Fuso orario EET (UTC+3).
| Date      | Time  | Round    |
| --------- | ----- | -------- |
| 21 giugno | 09:40 | Batterie |
| 23 giugno | 09:15 | Finale A |

## Risultati

### Batteria 1
| Pos. | Atleta            | Paese    | Tempo   | Note     |
| ---- | ----------------- | -------- | ------- | -------- |
| 1    | Iva Obradović     | Serbia   | 7:42.78 | Finale A |
| 2    | Giada Colombo     | Italia   | 7:52.42 | Finale A |
| 3    | Eleni Diamanti    | Grecia   | 8:01.79 | Finale A |
| 4    | Marcela Milošević | Croazia  | 8:04.03 | Finale A |
| 5    | Anja Šešum        | Slovenia | 8:19.01 | Finale A |

### Finale A
| Pos. | Atleta            | Paese    | Tempo   |
| ---- | ----------------- | -------- | ------- |
|      | Iva Obradović     | Serbia   | 7:39.04 |
|      | Giada Colombo     | Italia   | 7:44.04 |
|      | Marcela Milošević | Croazia  | 7:44.25 |
| 4    | Eleni Diamanti    | Grecia   | 7:48.14 |
| 5    | Anja Šešum        | Slovenia | 8:13.15 |